# 1982년 캐나다 법
1982년 캐나다 법(영어: Constitution Act, 1982)은 1982년 영국 의회가 통과시킨 의회제정법이자 캐나다의 헌법을 구성하고 있는 주요 법률 중 하나이다. 1982년 캐나다 법은 캐나다 상원과 캐나다 하원이 캐나다의 헌법에 대한 권한을 캐나다 정부로 이양시켜줄 것을 요구하면서 제정되었다. 이 법을 통해 캐나다 헌법에서 1931년 제정된 웨스트민스터 헌장의 "요구 및 동의" 조항이 완전히 없어지게 되어 영국 의회가 캐나다 정부의 요청이 있을 때에 법률을 제정하는 권한이 사라지게 되었다.
1982년 헌법에는 1982년 캐나다 법의 B안이 조항으로 들어가 있으며, 이는 캐나다의 공용어인 영어와 프랑스어로 작성되었다. 캐나다가 영어와 프랑스어를 모두 공용어로 인정하는 이중공용어 국가이기 때문에, 1982년 캐나다 법의 원안은 법률 중 A안이 프랑스어로 작성되어 있으며, "이것은 대응하는 영어판 법률과 캐나다에서 동등하게 권한이 인정된다"고 3조에 나와 있다.

## 역사
캐나다가 연방으로써 영국과 별도의 정치 체계를 가지게 된 것은 1867년 영국령 북아메리카 법이 제정된 때였다. 이 헌법을 통해 캐나다주는 노바스코샤와 뉴브런즈윅을 통합해 대영제국 내 하나의 자치령으로 발전했다. 캐나다는 캐나다 의회 설립 당시 영국식 웨스트민스터 헌장을 정치 체제로 수용했고, 캐나다의 총독이 영국의 군주를 대신해 캐나다 땅에서 임무를 수행하는 역할을 맡았다. 이는 캐나다 내 각 지방정부에도 동일하게 적용되었다.
이런 자치에도 불구하고 영국은 여전히 캐나다에 법률 제정권을 유지하고 있었기 때문에 캐나다는 법적으로 영국의 자치권이 보장된 자치령이었다. 1931년 웨스트민스터 헌장이 제정되어 영국 의회가 캐나다에 법률을 제정할 수 있는 권한은 캐나다 정부가 법률을 요청하고 대영제국 입법부가 이에 동의할 때로 한정되었다. 이 법과 더불어 1949년 영국령 북아메리카 법 제2호에 따라 캐나다 의회가 법률 개정에 대한 권한을 부여받으면서, 캐나다의 법적 자치권은 더욱 확대되었다.
그러나 실질적으로 이러한 체계는 당시 캐나다 정부의 동의 아래 영국령 북아메리카 법에 의거해 영국 의회가 핵심적인 캐나다의 헌법을 개정할 수 있는 권한을 가졌기 때문에 모순적이었다. 실제로 영국 의회는 캐나다 헌법에 몇몇 수정사항을 제정할 것을 요구받았다. 또한 캐나다로 완전히 권한이 이양되는 것이 지체된 이유에는 퀘벡주와 같은 캐나다의 모든 주에서 헌법을 개정하는 것이 받아들여질 수 있는 지에 대해 합의가 부족한 것도 있었다.

## 제정
1982년 캐나다 법은 캐나다 상원과 캐나다 하원이 영국 의회에 캐나다의 헌법을 고치는 권한을 영국 의회에서 캐나다 의회와 캐나다의 각 지방의회에 이양해달라고 요구하면서 제정되었다. 캐나다의 지방의회와 상의 없이 캐나다 총리였던 피에르 트뤼도는 캐나다 연방정부가 영국으로부터 헌법에 대한 권한을 이양받겠다고 선언했고, 매니토바, 뉴펀들랜드와 퀘벡주는 지방의회에 탄원을 촉구하며 캐나다 연방정부가 영국으로부터 일방적으로 권한을 이양받는 것에 반대했다. 캐나다 대법원은 1981년 권한 이양 준거를 통해 캐나다로의 법률 권한 이양 시 지방정부의 동의는 필요하지 않지만 부차적인 동의 없이 권한 이양을 진행한다면 오랫동안 이어져 온 헌법 관례에 어긋난다고 판단했다. 피에르 트뤼도는 1981년 11월 여당 대표 회의의 결과 10개의 지방정부 중 9개를 설득해 캐나다 권리 및 자유 헌장의 적용을 제한하는 33조와 다른 기타 소소한 세부 개정사항을 통과시켰다.
영국 정부에서는 영국의 하원의원 중 44명이 법안에 반대했지만 전체 영국 의회 내 의원들 중 10% 미만이었고 정부 내에서도 큰 반대는 없었다. 과거 캐나다 정부의 퀘벡 학대와 원주민 차별, 그리고 장 카르티엥의 회고록 <마음 속 깊은 곳에서> 등의 영향으로 영국 하원의원 중 24명의 보수당과 16명의 노동당이 법안에 반대했다. 그러나 마거릿 대처 정부는 캐나다 권리 및 자유 헌장을 캐나다의 헌법에 포함시키기를 희망했는데, 이는 영국 정부가 캐나다 지방정부의 항의서한을 받았을 뿐만 아니라 캐나다 권리 및 자유 헌장이 당시 다른 웨스트민스터 체제를 도입한 국가들이 보장한 의회의 우월한 권한을 약화시키는 역할을 했기 때문이었다. 한편 1982년 캐나다 법 제2조를 통해 영국 정부는 캐나다 내 법률 개정에서 완전히 개입하지 않게 되었다.

## 발효
1982년 캐나다 법은 1982년 3월 29일 영국 왕실의 재가를 받았지만 바로 발효되지는 않았다. 이 법은 1982년 4월 17일 오타와의 팔러먼트 힐에서 엘리자베스 2세가 캐나다의 국왕으로써 선포하면서 법적 효력을 가지게 되었다. 이 선언을 통해 영국 정부에서 캐나다로의 긴 권력 이양 과정이 끝나게 되었다. 여왕의 선언은 캐나다 법률 개정에 새로운 형식을 제시하고 캐나다 법 내 영국 의회의 영향력을 종식시키고 캐나다 권리 및 자유 헌장을 캐나다 헌법 내에 포함시켰다.
비록 헌법은 개정되었지만 캐나다 내 군주의 법적 권력과 역할은 영향을 받지 않았다. 캐나다는 독립국으로서 완전한 주권을 가지고 있지만 캐나다의 국왕으로서 군주는 영국이나 기타 영연방 왕국과는 다른 지위 및 역할을 가진다.

## 같이 보기
- 1986년 오스트레일리아 법
- 1986년 뉴질랜드 헌법
- 권력 이양